# Lokalseite unten links
Lokalseite unten links ist eine 56-teilige Vorabendserie der ARD, erstmals ausgestrahlt ab 11. März 1975 im Regionalprogramm des Norddeutschen Rundfunks (NDR).

## Inhalt
Jede Folge schildert die Ereignisse und Erlebnisse, die sich hinter einer kurzen, unscheinbaren Meldung verbergen, welche zu Beginn jeder Episode auf der „Lokalseite unten links“ der Tageszeitung des fiktiven Städtchens Störenbek zu lesen ist.

## Sonstiges
Lokalseite unten links lief in drei Staffeln, die erste vom 11. März bis 3. Juni 1975 (jeweils dienstags), die zweite vom 27. Oktober 1976 bis 18. Mai 1977 (mittwochs), die dritte Staffel vom 21. Oktober 1977 bis 17. Februar 1978 (freitags). Offensichtlich wurde sie lediglich im Vorabendprogramm des NDR gezeigt. Wiederholungen zeigte der Sender in den Jahren 1983/84 und 1988.
Die Serie hatte verschiedene geistige Väter und Mütter, unter ihnen Herbert Lichtenfeld, Volker Vogeler, Peter Härtling, Kathrin Brigl und Wolfgang Kirchner, Regie führten neben anderen István Bury, Claus Peter Witt, Wolfgang Storch, Hermann Leitner und Wilfried Dotzel.
Da jede Folge eine in sich abgeschlossene Geschichte erzählte, gab es keine durchgehenden Charaktere. Gedreht wurde die Serie in Winsen (Luhe) und Umgebung. Die Räume der Druckerei waren die des Winsener Anzeiger.
Auf YouTube ist die Folge Jedem eine Chance zu sehen. Es spielen unter anderem Jochen Schenck, Christa Wehling, Marga Maasberg, Diether Krebs und Wolf-Dieter Stubel. Laut fernsehserien.de müsste es sich um die Folge 36 handeln.
Weitere Gastdarsteller waren Walter Bluhm, Horst Niendorf, Susanne Beck, Rudolf Beiswanger, Siegrid Hackenberg, Kurt A. Jung, Friedrich Schütter, Hans Häckermann, Marie-Luise Marjan, Marianne Wischmann, Giulia Follina, Dirk Galuba, Kornelia Boje, Ingrid Steeger, Rolf Schimpf, Fritz Hollenbeck, Jo Bolling, Thorsten Niemerski und viele andere.